# Premio Nebula
Il premio Nebula (in inglese Nebula Award) è il riconoscimento assegnato dalla Science Fiction and Fantasy Writers of America (SFWA) alle migliori storie di fantascienza e fantasy pubblicate negli Stati Uniti d'America durante l'anno precedente la premiazione.
Il premio non è in denaro; al vincitore viene assegnato un blocco trasparente al cui interno è racchiuso il modello di una scintillante nebulosa a spirale.
Con il termine Nebula Awards® si può anche far riferimento al marchio che identifica il premio, esso infatti pur essendo strettamente legato ai premi Nebula intesi come premio letterario, viene usato per identificare eventi come l'SFWA Nebula Conference, conosciuto fino al 2014 con il nome di Nebula Awards Weekend, oppure per far riferimento a premi letterari conferiti durante l'evento ma non riconosciuti come premi Nebula ma che sono assoggettati allo stesso regolamento (Nebula Awards® rules).
Tra i vincitori del premio Nebula vi sono stati: Frank Herbert, Joss Whedon, Isaac Asimov, Greg Bear, Orson Scott Card, Samuel R. Delany, Harlan Ellison, William Gibson, Ursula K. Le Guin, Larry Niven, Frederik Pohl, Kim Stanley Robinson, Neil Gaiman, Theodore Sturgeon, Connie Willis e George R. R. Martin.

## Storia
I premi Nebula nascono nel 1966 come premiazione per opere ritenute meritatorie in specifiche categorie, pubblicate l'anno precedente la relativa cerimonia. L'evento venne proposto dalla Science Fiction and Fantasy Writers of America (al tempo Science Fiction Writers of America)  (SFWA), organizzazione no profit fondata l'anno precedente da Damon Knight e James Blish per dare voce agli autori di opere di fantascienza al fine di costringere gli editori a pagare loro tariffe decenti in modo tempestivo pur non assumendo diritti eccessivi.
Per finanziare l'evento il segretario tesoriere del SFWA Lloyd Biggle, Jr. propose la vendita di antologie contenenti le opere vincitrici e una selezione di quelle nominate, portando così alla nascita della Nebula Award Stories 1965 (Doubleday, 1966) e della successiva serie riproposta ogni anno. Questa nozione, secondo Knight, nella sua introduzione: «crebbe rapidamente in un ballottaggio annuale tra i membri dell'SFWA per scegliere le storie migliori ed in un banchetto di premiazione annuale.»
L'idea del premio era basata sul Premio Edgar, presentato dai Mystery Writers of America, e l'organizzazione di una cerimonia per presentarli è stata promossa dai premi Edgar e Hugo. Nel corso degli anni, il premio nebula ha assunto sempre più importanza, influenzando gli Hugo, anche perché viene assegnato alcuni mesi prima del Worldcon, infatti se il primo è attribuito da una giuria di scrittori ed è quindi più strettamente letterario, il secondo riflette il gusto medio dei lettori di fantascienza più appassionati, in egual modo, con la nascita del premio Locus, il nebula sarebbe stato influenzato a sua volta.
Sin dalla sua nascita, la cerimonia consisteva in quattro premi letterari, per romanzi, romanzi brevi, racconti e racconti brevi, presentati sin dalla creazione dell'evento e assegnati ogni anno da allora. Dal 1974 al 1978 e dal 2000 al 2009 è stato assegnato, con vari nomi, un premio per la sceneggiatura. Dal 2009 la SFWA lo assegna a parte con il premio Ray Bradbury.
Nel 2018 è stata aggiunta una nuova categoria di Miglior sceneggiatura di gioco (Best Game Writing).

### 1966
La prima edizione dei premi Nebula si è tenuta l'11 marzo 1966 in due eventi differenti organizzati dalla SFWA sulla east coast, presso l'Overseas Press Club di New York e sulla West Coast, presso il McHenry’s Tail O’ the Cock di Beverly Hills in California, l'organizzazione di due eventi distinti venne pensato per far fronte all'impossibilita da parte di alcuni autori di spostarsi per grosse distanze.
Sin dalla sua costituzione i premi Nebula sono rimasti pressoché invariati, la categorizzazione originale prevedeva il miglior romanzo, miglior romanzo breve, miglior racconto e miglior racconto breve.
Al tempo non erano ancora state istituite regole vincolanti sulla nomination per le opere, ne tantomeno vi era una struttura organizzata come oggi, infatti se ad oggi nelle categorie vi è un numero limitato di possibili candidati (6 per categoria), nella prima edizione per il miglior romanzo avrebbe visto ben dodici candidati.
Il verdetto finale vedrà vincere Frank Herbert con il suo romanzo Dune, che si aggiudicherà anche il premio Hugo lo stesso anno.
Per la categoria romanzi brevi invece si imporranno ad ex aequo Peste suina di Brian W. Aldiss, noto in Italia anche con il titolo di L'albero della vita, e He Who Shapes di Roger Zelazny su un totale di otto candidature. Zelazny inoltre otterrà il "premio Nebula per il miglior racconto" lo stesso anno con Le porte del suo viso, i fuochi della sua bocca, imponendosi sui diciotto candidati.
«Pentiti Arlecchino!» disse l'uomo del tic-tac di Harlan Ellison per la categoria miglior racconto breve si è aggiudicato il relativo premio su 31 nomination. L'opera vinse il premio Hugo del 1966 e il Prometheus Hall of Fame Award 2015.

### 1967
La 2ª edizione dei premi Nebula si è tenuta il 25 marzo 1967 in due eventi differenti, rispettivamente sulla East Coast, presso Les Champs di New York e sulla West Coast, presso il McHenry’s Tail O’ the Cock di Beverly Hills in California,
Il verdetto finale vedrà vincere Samuel R. Delany con il suo romanzo Babel 17, che otterrà anche la nomination per il premio Hugo lo stesso anno, ex aequo Daniel Keyes condividerà il premio per la sua opera Fiori per Algernon
Per la categoria miglior romanzo breve, Jack Vance si imporrà su altri due candidati con il suo romanzo L'ultimo castello, ha vinto inoltre il premio Hugo nello stesso anno.
Per la categoria miglior racconto, Gordon R. Dickson si imporrà su altri cinque candidati con il racconto Lo chiamerai «Signore», il racconto è stato finalista per il premio Hugo nello stesso anno.
Il posto segreto di Richard McKenna chiude le premiazioni per la categoria miglior racconto breve. Pubblicato per la prima volta nel 1966 sull'antologia Orbit curata da Damon Knight l'opera uscirà postuma a causa della morte dell'autore avvenuta per infarto all'età di 51 anni il 1 novembre 1964. L'opera sarà tra i finalisti del premio Hugo.

### 1968
La 3ª edizione del Nebula Award Weekend per l'assegnazione dei premi Nebula si è tenuta il 16 marzo 1968 in due eventi differenti organizzati dalla Science Fiction and Fantasy Writers of America (SFWA), rispettivamente sulla East Coast, presso Les Champs di New York e sulla West Coast, Hotel Claremont, Berkeley in California, l'organizzazione di due eventi distinti venne pensata per far fronte all'impossibilita da parte di alcuni autori di spostarsi per grosse distanze, cerimonieri per l'occasione furono Anthony Boucher, Keith Laumer.
Per la categoria miglior romanzo breve Michael Moorcock si imporrà su altri quattro candidati con l’opera Behold the Man originariamente apparsa come una novella in un numero del 1966 di New Worlds; successivamente, Moorcock produsse una versione ampliata che fu pubblicata per la prima volta nel 1969 da Allison & Busby. Il titolo deriva dal Vangelo di Giovanni, capitolo 19, verso 5: "Allora Gesù uscì, indossando la corona di spine e la veste viola. E Pilato disse loro: Ecco l'uomo".
Nel romanzo, Moorcock tesse una storia esistenzialista su Karl Glogauer, un uomo che viaggia dal 1970 in una macchina del tempo fino al 28 d.C., dove spera di incontrare lo storico Gesù di Nazaret e successivamente ampliato nel romanzo INRI.
Per la categoria miglior racconto Fritz Leiber si imporrà su altri quattro candidati con la sua opera Per muovere le ossa, un racconto fantasy in cui un personaggio gioca a dadi con la Morte. Pubblicato per la prima volta nel ottobre del 1967 all'interno dell'antologia Dangerous Visions di Harlan Ellison, ha ottenuto nello stesso anno il premio Hugo per il miglior racconto.
Il racconto è stato adattato come libro per bambini, scritto da Sarah L. Thomson, illustrato da David Wiesner, pubblicato nel 2004 da Milk and Cookies Press. Algis Budrys ha definito Per muovere le ossa una storia piuttosto efficace.

### 1969
La 4ª edizione del Nebula Award Weekend per l'assegnazione dei premi Nebula si è tenuta il 14 e 15 marzo 1969 in tre eventi differenti organizzati dalla Science Fiction and Fantasy Writers of America (SFWA), rispettivamente sulla East Coast, presso Les Champs di New York e sulla West Coast, Club 33, Disneyland, Anaheim in California e a sud presso il Fontainebleau Motor Hotel a New Orleans in Louisiana. l'organizzazione di tre eventi distinti venne pensata per far fronte all'impossibilita da parte di alcuni autori di spostarsi per grosse distanze, non ci furono cerimonieri per l'occasione.
Per la categoria miglior romanzo, il verdetto finale vedrà trionfare Alexei Panshin, con Rito di passaggio, romanzo pubblicato per la prima volta nel luglio del 1968, si tratta di un ampliamemto di una versione precedentemente pubblicata sulla rivista If nel luglio del 1963, quest'ultima è una parte del capitolo III A Universal Education ed appare in forma sostanzialmente diversa con il titolo Down to the Worlds of Men nello stesso anno si è posizionato anche al secondo posto nella classifica per il Premio Hugo per il miglior romanzo.
Per la categoria miglior romanzo breve, il verdetto finale vedrà trionfare Anne McCaffrey, con Cavaliere del drago, l’opera pubblicata originariamente sulla rivista di fantascienza Analog Science Fiction nel dicembre 1967 con il titolo originale di Dragonraider è la seconda parte di una pubblicazione antecedente, La cerca del Weyr (Weyr Search) apparsa sulla stessa rivista il mese precedente, l’unione dei due brevi romanzi ha dato origine al romanzo Il volo del drago pubblicato per la prima volta dalla casa editrice Ballantine Books nel luglio 1968. Si tratta di una correzione di romanzi, tra cui due che hanno reso McCaffrey la prima scrittrice a vincere un premio Hugo e Nebula. se infatti Cavaliere del drago le ha consentito di ricevere il premio Nebula, primo capitolo della serie dei Dragonieri di Pern, La cerca del Weyr ha permesso di ottenere il Premio Hugo per il miglior romanzo breve, primo premio Hugo assegnato a una donna per la narrativa.
Per la categoria miglior racconto, l’autore Richard Wilson, si aggiudica il premio surclassando altri otto nomi in lizza, con il suo racconto Madre del mondo (Mother to the World), opera originariamente pubblicata da Damon Knight nella sua antologia Orbit 3 nel giugno del 1968 dalla casa editrice G. P. Putnam's Sons.
Oltre al premio Nebula, l’opera di Wilson si è trovata in lizza anche per il premio Hugo per il miglior racconto, non aggiudicandosi però il premio, che verrà conferito a Poul Anderson per la sua opera La comunione della carne (The Sharing of Flesh). In quest’opera l’autore riscrive a suo modo la storia di Adamo ed Eva.
Per la categoria miglior racconto breve il premio e assegnato a Kate Wilhelm, per la sua opera  I pianificatori (The Planners), anche quest’opera vede la sua prima pubblicazione sull’antologia Orbit 3. Il racconto della Wilhelm, H&C descrive in maniera piuttosto confusa l’autrice e l’opera correlata ponendo la Wilhelm come una dei pochi scrittori di sf che hanno costantemente tentato (e spesso sono riusciti) di incorporare la fantascienza nelle forme non di genere dei racconti e dei romanzi contemporanei, di cui ha sicuramente un elogio, l'uso audace e surreale dell'allucinazione e della fantasia in tutta la storia lo rendono molto più vicino allo slipstream che al duro SF e più adatto per un'antologia come Feeling Very Strange, l’opera si sonda attorno a uno scienziato comportamentale assorbe la stessa sostanza che stimola l'intelligenza che viene nutrita dai suoi scimpanzé, soffrendo sogni ad occhi aperti di autorità e potere.

### La controversia del 1982
Nel 1982, con l'avvicinarsi della XVII edizione dei premi Nebula, l'autrice Lisa Tuttle venne a conoscenza del fatto che lo scrittore George Guthridge, candidato anche lui nella sua stessa categoria per il racconto The Quiet, stava pubblicizzando l'opera inviando copie ai membri della SFWA con in allegato una lettera scritta dall'editore di The Magazine of Fantasy and Science Fiction Ed Ferman.
La situazione portò l'autrice a richiedere il ritiro del racconto The Bone Flute dalle candidature dei finalisti del premio Nebula per il miglior racconto. La protesta della Tuttle è stata motivata dal modo in cui la cosa è gestita, e nella speranza che la sua protesta potesse spingere la commissione a istituire alcune semplici regole come ad esempio l'assicurarsi l'invio di tutte le opere a giudizio a tutti gli elettori, oppure squalificando le opere promosse dagli autori o dagli editori, al fine di rendere l'intero sistema Nebula meno di una farsa.
Una lettera dell'autrice, inviata a Frank Catalano membro della SFWA con la quale comunica la motivazione delle proteste, non rimane inosservata: a circa tre settimane dagli annunci ufficiali, lo stesso Frank la informa che il suo racconto era stato scelto come vincitore, inoltre la rivista settimanale statunitense Publishers Weekly, promotrice di romanzi e best seller in uscita, aveva anticipatamente rivelato i nomi dei vincitori.
La Tuttle aveva ufficialmente ritirato il racconto, quindi si oppose dichiarando che avrebbe rifiutato il premio; Frank non sapendo cosa fare passò il problema ad altri membri della SFWA, fino a Charles L. Grant, che contattò l'autrice e le annunciò che sarebbe stata comunque lei la vincitrice del premio, essendo già stato inciso sulla targa celebrativa il suo nome e il nome della sua opera. Non riuscendo a convincere la Tuttle, Charles le comunicò che non era sicuro di come si sarebbe comportato alla cerimonia. La scrittrice suggerì agli organizzatori di spiegare che il vincitore aveva ritirato la presentazione dell'opera prima di venire a conoscenza della propria vittoria, oppure di dichiarare ufficialmente il vero motivo che ne aveva determinato il ritiro dal concorso e il conseguente rifiuto del premio.
La Tuttle decise di non presenziare alla cerimonia e quindi di non pronunciare il consueto discorso di ringraziamento; la commissione rassicurò la scrittrice sul fatto che le sue ragioni sarebbero state rese note al pubblico dalla commissione stessa.
Il 29 aprile, cinque giorni dopo la premiazione, la Tuttle ricevette un telegramma da parte di John Douglas della Pocket Books con le congratulazioni per aver vinto il premio. In seguito alla telefonata con Douglas, la Tuttle realizzò che aveva accettato il premio per suo conto, come spesso accadeva per autori che non potevano essere presenti alla cerimonia, apprese inoltre che non era stata detta una parola sul suo rifiuto, ne tantomeno sulle motivazioni.
La risposta implicita da parte di SFWA a Lisa e alle sue lamentele, consiste in una lettera su Locus magazine da parte della vicepresidente Marta Randall, che con l'assioma "Tutto ciò che non è proibito è obbligatorio" deduce dalle regole dei premi Nebula che fosse impossibile per Lisa ritirare il suo racconto.

### L'introduzione del premio Nebula per la migliore presentazione drammatica
Dal 1974 al 1978 e successivamente dal 2000 al 2009 i premi Nebula hanno visto l'introduzione di un nuovo premio da parte della SFWA per onorare presentazioni drammatiche come film o programmi televisivi. Alcuni membri ritenevano che la SFWA avrebbe dovuto offrire la possibilità di ottenere premi solo alle opere in prosa, mentre altri pensavano che se altri scrittori potevano unirsi a SFWA sulla base di crediti cinematografici e televisivi, allora i premi avrebbero dovuto riflettere anche questi tipi di opere. Entrambe le parti furono molto esplicite nelle loro preferenze, portando ad un dibattito aspro.
Il Premio Nebula per la miglior sceneggiatura è stato assegnato nel 1974, 1975 e 1977 sotto il nome "miglior presentazione drammatica", mentre nel 1976 sotto il nome di "'miglior sceneggiatura drammatica".
Il Premio fu sostituito dal premio Ray Bradbury ("Ray Bradbury Award per Outstanding Dramatic Presentation") nel 2009 per la premiazione di opere considerate meritevoli realizzate l'anno precedente. Precedentemente un altro premio chiamato anch'esso "premio Ray Bradbury" (Ray Bradbury Award), venne assegnato quattro tra il 1992 e il 2009 la cui scelta era determinata dal presidente della SFWA, e non assegnato per voto.
Nonostante segua il regolamento e le procedure che determinano i vincitori dei premi Nebula, il premio Ray Bradbury non è considerato come un premio Nebula, per stessa ammissione della SFWA, anche se, la stessa SFWA afferma che il premio sia stato concepito per sostituire il "Premio Nebula per la migliore presentazione drammatica".
Il 30 aprile 1977 durante l'undicesima edizione dei premi Nebula svoltasi sulla nave America nella Baia di San Francisco, prima della cena una serie conferenze non presidiate tratta il tema della fantascienza internazionale, tra questi, Harlan Ellison ha tenuto un discorso contro la decisione di eliminare il premio Nebula per la migliore sceneggiatura drammatica,  dopo soli tre anni dalla creazione del premio, terminando con le sue dimissioni dalla SFWA in segno di protesta,  l'abolizione della categoria era stata annunciata solo durante la conferenza che si era svolta il giorno dopo gli scrutini.

### L'introduzione del premio Nebula per la migliore sceneggiatura di gioco
La creazione della una nuova categoria è stata proposta dal presidente SFWA Cat Rambo, e annunciata in maniera ufficiosa il 7 novembre 2018.
La Rambo afferma che l'organizzazione ha iniziato ad ammettere la partecipazione di scrittori di giochi e ad affiliarli come membri già 2016, quando divennero idonei a entrare a far parte della SFWA dopo quello che la Rambo descrisse come il terzo tentativo in tre diversi decenni, e che già nel 2017 sperava nell'approvazione della categoria e che la stessa potesse essere assegnata per la prima volta nel 2018.
Con l'approvazione della categoria, la SFWA ha affermato che: stabilendo la sceneggiatura di gioco come categoria separata nei premi, SFWA riconosce che mentre la tecnologia cambia, i media per il cambiamento di narrazione e l'eccellenza nella scrittura non si limitano a libri, storie e sceneggiature, sottolineando in una nota che la scrittura di giochi come mezzo di narrativa fantascientifica e fantasy, ricopre un ruolo sempre più importante che espande il regno del possibile in modi sempre diversi.
Il 12 novembre 2018, Frank Catalano, membro della SFWA annuncia che per la prima volta, i produttori di videogiochi potranno essere messi in lizza per uno dei premi Nebula di fantascienza e fantasy.
La SFWA ha dato la sua approvazione alla nuova categoria che si andrà ad aggiungere alle altre quattro esistenti, pubblicando in data 15 novembre il nuovo regolamento contenente anche una sezione dedicata alla categoria giochi, nella quale si evince che i giochi eleggibili per la nuova categoria sono definiti come un lavoro basato sulla storia interattivo o giocabile che trasmette la narrativa, il carattere o lo sfondo della storia,  e che abbiano almeno uno scrittore accreditato.
La prima opera interattiva, relativa alle pubblicazioni 2018 sarà premiata alla SFWA Nebula Conference 2019 a Los Angeles, in California, il prossimo maggio.

## Categorie
Il Nebula Award premia cinque differenti categorie, distinte in base alla lunghezza dell'opera per numero di parole: 
- Miglior romanzo (Best Novel): opere di lunghezza superiore alle 40.000 parole
- Miglior romanzo breve (Best Novella): opere di lunghezza tra le 17.500 e le 40.000 parole
- Miglior racconto (Best Novellette): opere di lunghezza tra le 7.500 e 17.500 parole
- Miglior racconto breve (Best Short Story): opere di lunghezza inferiore alle 7.500 parole
- Miglior sceneggiatura di gioco (Best Game Writing): un'opera interattiva o giocabile basata sulla trama che trasmette il background narrativo, di carattere o di storia, non assoggettata a limiti di parole

## Regolamento prima del 2010
In passato il regolamento dei premi Nebula era differente, i membri anziché votare direttamente le opere e di conseguenza creare la lista di candidati al premio, dovevano segnalare nel corso di un intero anno le opere ritenute più meritatorie. Non c'era limite per il numero di opere che i membri potevano raccomandare, e raggiunto un numero di raccomandazioni sufficiente (10) venivano sottoposte a una votazione preliminare.
I membri potevano votare fino a cinque opere nel ballottaggio preliminare, e quelle che ricevevano il maggior numero di voti venivano inserite nel ballottaggio finale come nomination.
Alle giurie era permesso (anche se non obbligatorio) aggiungere al ballottaggio finale di ogni categoria un'opera giudicata meritevole ma per qualche motivo non considerata precedentemente.
Il sistema di eleggibilità e di segnalazione creava preoccupazione ai membri, poiché le opere pubblicate verso la fine dell'anno di segnalazione, si supponeva avessero meno possibilità di essere nominate o quantomeno di ottenere il numero di nomine sufficiente per entrare nella votazione preliminare, pertanto si utilizzava il metodo di calcolo un lavoro poteva beneficiare di un anno dal suo mese di pubblicazione. Nonostante fosse una buona idea per tutelare le opere più esposte al problema, ha comportato delle complicazioni quando si trattava di lavori pubblicati all'inizio dell'anno.
Un esempio della "falla" creata dal sistema allora vigente, si può notare in Dance of the Yellow-Breasted Luddities, il racconto di William Shunn pubblicato nel luglio del 2000. L'eleggibilità da parte dei membri al ballottaggio preliminare, permetteva, con il sistema di raccomandazioni un anno dalla pubblicazione, rimandando così la possibilità di candidarsi alla fine di giugno 2001. Non avendo ricevuto il sufficiente numero di raccomandazioni entro la fine del 2000, riuscì ad approdare al ballottaggio preliminare (e, successivamente, a quello finale) del 2001. Il ballottaggio finale del 2001 fu poi votato dai membri dell'SFWA nel 2002, facendo ottenere all'opera di Shunn la possibilità di ottenere il premio a due anni dalla sua pubblicazione.
Da qui l'elaborazione del nuovo regolamento. Il nuovo sistema ha lo scopo di dare a tutte le opere il tempo necessario per partecipare al ballottaggio, assicurando che solo le opere pubblicate nell'anno effettivo del premio siano idonee ad accedere alla finale.

## Regolamento
Aggiornato al 15 novembre 2018  
In un comunicato diffuso il 15 novembre 2018, il Consiglio di amministrazione della SFWA e il Comitato per i premi di Nebula annunciano un ampio aggiornamento delle regole per i Nebula Awards®.
Il presidente della SFWA, in conformità con lo statuto e le procedure operative stabilite, nomina un commissario per la supervisione e l'amministrazione dei premi Nebula durante l'evento Nebula Awards® e per svolgere i compiti descritti nel regolamento e qualsiasi altra responsabilità correlata che potrebbe sorgere durante lo svolgimento di amministrazione. Durante il periodo di copertura del ruolo, nessuna opera del commissario può essere nominata o proposta, evitando così un conflitto di interessi.
Oltre al commissario il presidente nomina tre persone quali "Commissione Regolamento Premi della SFWA"(SFWA Awards Rules Committee). Compito della SARC è l'assicurarsi prima del ballottaggio  finale l'ammissibilità delle opere presentate, valutando che esse rispettino il regolamento, e rispettino la categoria nei quali sono presentati, queste si estendono oltre che ai premi Nebula ufficiali anche ai premi Ray Bradbury e Norton di quell'anno. Le opere giudicate inammissibili da parte della SARC vengono sottoposte al giudizio del consiglio di amministrazione per la deliberazione che, assieme a una relazione della Commissione per i premi Nebula (NAC), indica il motivo dei rigetti.
Il Commissario esercita la funzione di segretario della SARC, ma non ha diritto di voto.
Il consiglio di amministrazione ha inoltre facoltà, a sua discrezione, di creare ulteriori categorie di premi che devono essere sottoposte al voto dai membri attivi e assoggettati al regolamento.
L'anno dei premi Nebula ha inizio il 1º gennaio e termine il 31 dicembre dell'anno per il quale verranno assegnati i premi.

### Eleggibilità
Per le opere prodotte negli Stati Uniti, è prevista l'eleggibilità nelle rispettive categorie per tutti i lavori pubblicati durante l'anno solare, il testo dell'opera deve presentarsi in lingua inglese e rientrare nei generi di fantascienza, fantasy o di narrativa correlata. Anche opere disponibili al pubblico e consultabili durante l'anno solare sono considerati idonei all'eleggibilità, indipendentemente dalla data di emissione sulla copertina o da altra etichetta.
Opere come fumetti, romanzi a fumetti, audiolibri, podcast e simili devono essere collocati in una categoria esistente come ritenuto appropriato dal commissario, il criterio di annessione ad una specifica categoria si basa principalmente sul conteggio delle parole.
Le opere pubblicate per la prima volta in inglese su Internet o in formato elettronico durante l'anno solare sono trattate con lo stesso criterio di opere pubblicate negli Stati Uniti.
Per opere tradotte il conteggio delle parole per l'inserimento nella relativa categoria deve essere basato sul testo in inglese.
Lavori non ancora disponibili al pubblico, anteprime di opere prossime alla pubblicazione, opere pubblicate ma protette da password o a distribuzione limitata, giochi pubblicati come anteprima (Early access), non saranno eleggibili per la nomina o lo scrutinio finale fino a quando il lavoro sarà effettivamente rilasciato e disponibile al pubblico.
Opere precedentemente pubblicate come racconti, racconti brevi o romanzi brevi, secondo i criteri di categoria adattati dai premi Nebula, e successivamente ampliate e ripubblicate vengono ritenuti ammissibili, l'eleggibilità viene considerata solo per la prima pubblicazione in lingua inglese negli Stati Uniti. Un romanzo riemesso in forma estesa o modificata non è ammissibile a meno che non sia stato precedentemente ritirato in conformità con le regole, mentre racconti, racconti brevi O romanzi brevi basati su una versione precedentemente pubblicata dell'opera non sono ammissibili.
Per opere rientranti nella categoria gioco, il lavoro proposto deve includere almeno uno scrittore accreditato idoneo per il premio Nebula per la miglior sceneggiatura di gioco. Una nuova iterazione di un gioco (spesso, ma non sempre indicata come "versione" o "edizione") sarà ammissibile a condizione che siano state apportate modifiche sostanziali al contenuto, al gameplay o alla trama.
La candidatura è ammissibile anche da parte dei membri SFWA.
I lavori sono ammissibili indipendentemente dal fatto che siano stati precedentemente pubblicati al di fuori degli Stati Uniti, purché presentati in lingua inglese e rispettando i criteri sopracitati.
L'autore di qualsiasi opera ritenuta idonea può richiedere il ritiro dall'esame in un dato anno e richiedere che venga considerata un'edizione successiva per la candidatura ai premi Nebula, ma solo in due casi specifici, se l'opera è apparsa precedentemente come pubblicazione in edizione limitata, oppure se l'autore ritiene inaccettabile la versione pubblicata a seguito di modifiche editoriali o errori di produzione. Per poter ritirare la propria opera, l'autore deve presentare una richiesta scritta al commissario in carica entro il 1 ° novembre o entro trenta giorni la pubblicazione, la produzione o la trasmissione dell'opera.
Affinché una nuova edizione di un'opera precedentemente ritirata sia eleggibile, l'autore deve presentare una richiesta scritta di reintegrazione al commissario in carica.

### Ritiro dell'opera dalla candidatura
Le candidature non sono accettate per opere respinte per ammissibilità dal SARC, ne se la candidatura viene archiviata per gli stessi motivi e viene riproposta successivamente.
Un autore può ritirare definitivamente un'opera ritenuta ammissibile inviando una richiesta scritta al commissario, nessun lavoro ritirato con tale procedura potrà mai più beneficiare dei premi Nebula.
Se un lavoro pubblicato a fine anno viene ritirato dopo il 1 ° novembre e ha ricevuto nomine, tali nomine vengono considerate nulle. Si tenterà di informare i membri che hanno nominato il lavoro in modo che possano presentare le candidature sostitutive. Tutte le candidature devono essere presentate prima della fine del "periodo di nominations".

### Nomination ai premi Nebula
Il periodo ufficiale di nomination rimarrà ha inizio il 15 dicembre per una durata di almeno sei settimane, concludendosi almeno entro il 31 gennaio dell'anno successivo, le nomine devono essere trattate come informazioni riservate.
Tutti i membri attivi e associati alla SFWA sono autorizzati a fare nomine durante il periodo relativo.
Ai membri che prendono parte alla votazione, viene fornita un'applicazione web per offrire "letture consigliate" durante l'anno. Qualunque classe di membri è idonea ad aggiungere o segnalare voci in questo database, che sarà controllato mensilmente per duplicati ed errori dal commissario.
Le opere non possono essere nominate dai loro autori, editori o agenti. 
Le candidature sono accettate tramite applicazione web, in alternativa, i membri possono richiedere una votazione cartacea al commissario, entro due settimane prima della chiusura del ballottaggio. Eventuali nomine redatte tramite voto cartaceo annulleranno qualsiasi nomina effettuata tramite applicazione dallo stesso membro.
Solo i soci attivi e associati "con buona reputazione" sono autorizzati a nominare opere per il ballottaggio finale.
Ciascun membro idoneo non può nominare più di cinque opere diverse per categoria e non può nominare nessun'opera più di una volta. Le nomine vengono conteggiate dal commissario, che decreterà le opere candidate per il ballottaggio finale.

### Ballottaggio finale
Il ballottaggio finale sarà composto da sei opere principali per ogni categoria che, in seguito allo scrutinio eseguito dal commissario, riceveranno il maggior numero di voti.
Poiché vi è la possibilità di astenersi dal voto, o votare parzialmente le varie categorie, nel caso in cui in una determinata categoria non siano presenti nomination e quindi l'impossibilità alla candidatura, non verrà assegnato alcun premio.
Nel caso in cui meno di sei opere siano nominate in una data categoria, tutte le opere saranno elencate nel ballottaggio finale.
Qualsiasi opera qualificatasi per il quinto o il sesto posto in una categoria dovrà ricevere almeno 10 nomination per poter essere inserita nel ballottaggio.
Nel caso di pareggio in una qualsiasi delle categorie, tutte le opere coinvolte, entro il numero consentito dal regolamento, dovranno apparire nel ballottaggio finale. Nel caso di pareggio tra una o più posizioni, nessun opera sarà elencata al sesto posto e tutte le opere coinvolte nel pareggio, per le posizioni da 1 a 5 verranno considerate per il ballottaggio, anche se ciò porterà ad avere in giudizio finale più di sei opere, mentre se più di due opere si troveranno a pari merito per l'ultimo posto in qualsiasi categoria, l'ultimo posto (tutte le opere incluse) verrà tagliato dal ballottaggio, riducendo a 5 opere il ballottaggio finale.
L'elenco per il ballottaggio finale sarà reso disponibile per la pubblicazione entro quattordici giorni dalla chiusura delle candidature, successivamente alla pubblicazione l'elenco verrà reso disponibile per la votazione che dovrà essere conclusa entro un mese dalla chiusura delle nomination tramite un'applicazione web. Come per le nomination, i membri possono richiedere il voto cartaceo, che dovrà essere consegnato al commissario due settimane prima la chiusura del ballottaggio. Eventuali nomine redatte tramite voto cartaceo annulleranno qualsiasi nomina effettuata tramite applicazione dallo stesso membro.
Solo i soci attivi e associati ritenuti idonei possono votare, le votazioni resteranno aperte per un minimo di un mese e a ciascun membro non sarà possibile esprimere più di un voto per categoria.
Tutti i voti saranno conteggiati entro 48 ore dalla chiusura del ballottaggio finale.
L'opera che in ciascuna categoria riceverà il maggior numero di voti sarà dichiarato vincitore.
In caso di parità nel ballottaggio finale, si terrà conto del numero totale di nomination ricevuta da ciascuna opera, questa procedura determinerà il vincitore, se anche il numero di nomination rivelerà un caso di parità, allora entrambe le opere verranno riconosciute come vincitrici, ottenendo il premio in ex aequo .

### Premio Nebula per la miglior sceneggiatura di gioco
Per le candidature alla miglior sceneggiatura di gioco, il regolamento non prevede alcun requisito per la quantità di parole, infatti possono ottenere candidatura le opere interattive o giocabili basate sulla trama che sono deliberatamente senza parole.
Come per ogni altra categoria, le opere concorrenti per la miglior sceneggiatura di gioco lavoro deve ricevere almeno 5 nomination per poter essere inserito nel ballottaggio finale.
Il premio verrà assegnato a un rappresentante della società, mentre i certificati saranno consegnati a tutti gli scrittori accreditati sul gioco.
Eventuali domande di idoneità, inclusa la determinazione dell'idoneità di un'eventuale nuova iterazione di un gioco, verrà decisa dal commissario in carica, in consultazione con il Comitato di scrittura dei giochi (Game Writing Committee).

### Premio Ray Bradbury per la migliore presentazione drammatica
Con cadenza annuale, SFWA in tandem con i premi Nebula, assegnerà Il premio Ray Bradbury per la migliore presentazione drammatica. Questo premio seguirà tutte le regole e le procedure Nebula e sarà amministrato dal commissario in carica.
Le opere eleggibili per questo premio rientrano in categorie drammatiche come film, televisione, Internet, radio, audio e rappresentazioni teatrali, il premio sarà consegnato al direttore artistico e allo sceneggiatore (i).
Le opere considerate seriali dovranno essere nominate per singolo episodio e non possono essere considerate nomination di stagioni o per intero se suddivise in più puntate, tranne nel caso di brevi miniserie di non più di tre episodi connessi.

### Premio Andre Norton per il miglior libro di fantascienza o fantasy per ragazzi
Il premio Andre Norton, istituito nel 2006, viene assegnato con cadenza annuale in tandem con i Nebula Awards, assieme al premio Ray Bradbury. Anche il premio Norton deve seguire tutte le regole e le procedure dei premi Nebula, ad eccezione di alcune caratteristiche.
Il periodo di ammissibilità è considerato entro l'anno civile. Ogni opera nella sua prima apparizione in lingua inglese pubblicato come romanzo di fantascienza e fantasy per giovani, o generi correlati, verrà ritenuto ammissibile, compresi i romanzi illustrati.
Non ci sono preclusioni circa la possibilità che un'opera sia idonea sia per un premio Nebula, sia per un premio Norton, inoltre non ci sono limiti di parole, pertanto l'opera è ammissibile per tutte e quattro le categorie dei premi Nebula.
Qualsiasi questione di ammissibilità, compresa la determinazione se un'opera sia o meno un romanzo per adulti giovani, sarà decisa dal commissario, in consultazione con il SARC e soggetta a un possibile appello a tale commissione.
Le candidature possono essere proposte da qualsiasi membro attivo o associato SFWA e devono essere valutate secondo il regolamento dei premi nebula per i romanzi. Il commissario effettuerà lo scrutinio e le opere proposte saranno incluse in una categoria separata nel ballottaggio finale.
Le prime sei opere nominate saranno incluse per il ballottaggio finale, secondo le procedure stabilite per i romanzi, infine le opere saranno votate dai membri attivi e associati e contato in conformità con il regolamento.
Sarà l'opera che riceverà il maggior numero di voti durante il ballottaggio finale il vincitore, in caso di parità, verrà seguito il procedimento secondo le modalità stabilite per i romanzi.

### Premiazione
I vincitori dei premi nebula, del premio Bradbury e del premio Andre Norton saranno annunciati in occasione di una cerimonia annuale dei premi Nebula, nel caso in cui un'opera con più autori dovesse aggiudicarsi uno dei premi, sarà assegnato un singolo trofeo e a ciascun coautore certificato. Eventuali autori partecipi per opere di traduzione, saranno trattati come coautori, ricevendo anche essi un certificato separato.
L'interpretazione del regolamento e tutte le domande riguardanti l'ammissibilità, i ritiri, le nomine, la votazione saranno decise dal commissario, con riserva di ricorso al SARC. In caso di appello, l'organizzazione tenterà di contattare l'autore o gli autori dell'opera in questione e informarli di eventuali decisioni in merito all'ammissibilità.
Se un autore, un regista,uno sceneggiatore di produzione drammatica, o la parte responsabile di un lavoro giocabile o interattivo non è d'accordo con una decisione presa dalla SARC, può presentare domanda al consiglio di amministrazione per un ulteriore ricorso presentando a loro un breve riassunto delle ragioni del ricorso. La SARC sarà tenuto a fornire una sintesi in merito alla decisione al consiglio e, se almeno due membri del consiglio di amministrazione ritengono che il ricorso sia giustificato, la decisione sarà votata dal consiglio, che potrebbe annullare decisione della SARC.
I membri del consiglio di amministrazione che appaiono nel ballottaggio finale con le loro opere, sono esclusi nella votazione del consiglio da qualsiasi cosa riguardi l'ammissibilità o l'interpretazione delle regole per i premi Nebula, Bradbury o Norton di quell'anno.

## Altri premi
Benché non riconosciuti ufficialmente come premi Nebula, vi sono un certo numeri di altri premi presentati alla cerimonia, non necessariamente assegnati ogni anno.
Sono l'Author Emeritus Award per il contributo nel campo della letteratura fantascientifica, il Damon Knight Memorial Grand Master Award alla carriera, il Bradbury Award e il Service to SFWA Award.